# Treat (Band)
Treat ist eine schwedische Hard-Rock-Band aus Stockholm, die von Sänger Robert Ernlund und Gitarrist Anders „Gary“ Wikström im Jahr 1981 gegründet wurde. Die Band hatte nationalen und internationalen Erfolg mit Liedern wie Get You on the Run, World of Promises, Party All Over und Ready for the Taking in der zweiten Hälfte der 1980er Jahre. Treat spielte auf Rock-Festivals wie Monsters of Rock 1988, als Vorband von Queen 1986 in Schweden und als Vorband von W.A.S.P. während deren erster Tour durch Schweden. Die Band stand zuerst bei Mercury Records und dann bei Vertigo unter Vertrag.

## Diskografie

### Studioalben
| Jahr | Titel                  | Höchstplatzierung, Gesamtwochen, AuszeichnungChartplatzierungen (Jahr, Titel, Platzierungen, Wochen, Auszeichnungen, Anmerkungen) | Höchstplatzierung, Gesamtwochen, AuszeichnungChartplatzierungen (Jahr, Titel, Platzierungen, Wochen, Auszeichnungen, Anmerkungen) | Höchstplatzierung, Gesamtwochen, AuszeichnungChartplatzierungen (Jahr, Titel, Platzierungen, Wochen, Auszeichnungen, Anmerkungen) | Anmerkungen                                              |
| Jahr | Titel                  | SE | DE | CH | Anmerkungen                                              |
| ---- | ---------------------- | --- | --- | --- | -------------------------------------------------------- |
| 1985 | Scratch and Bite       | SE36 (5 Wo.)SE | — | — | Erstveröffentlichung: 24. Februar 1985 Mercury Records   |
| 1986 | The Pleasure Principle | SE17 (4 Wo.)SE | — | — | Erstveröffentlichung: März 1986 Mercury Records          |
| 1987 | Dreamhunter            | SE44 (2 Wo.)SE | — | — | Erstveröffentlichung: März 1987 Mercury Records          |
| 2010 | Coup de Grace          | SE12 (4 Wo.)SE | — | — | Erstveröffentlichung: 19. März 2010 Frontiers Music      |
| 2016 | Ghost of Graceland     | SE56 (1 Wo.)SE | — | CH40 (1 Wo.)CH | Erstveröffentlichung: 15. April 2016 Frontiers Music     |
| 2018 | Tunguska               | SE35 (1 Wo.)SE | DE82 (1 Wo.)DE | CH31 (1 Wo.)CH | Erstveröffentlichung: 14. September 2018 Frontiers Music |
| 2022 | The Endgame            | SE60 (1 Wo.)SE | — | CH16 (1 Wo.)CH | Erstveröffentlichung: 8. April 2022 Frontiers Music      |

Weitere Studioalben
- Organized Crime (29. Oktober 1989, Vertigo Records)
- Treat (1992, Vertigo Records)

### Kompilationen
- 1989: Treat (UK Kompilation)
- 2006: Weapons of Choice

### Sonstige
- 1993: Muscle in Motion (Bootleg/Studio leftovers)
- 2008: Scratch and Bite (Remaster) + Live at FireFest (DVD)
- 2017: The Road More or Less Travelled Digipack (DVD/CD)

### Singles und Promos
- 1984: Too Wild / On the Outside *
- 1984: You Got Me / Danger Games *
- 1985: We Are One / Hidin‘
- 1985: Get You on the Run / Hidin‘ (Nur in Japan)
- 1985: Ride Me High / Steal Your Heart Away **
- 1986: Rev It Up / Fallen Angel
- 1986: Waiting Game / Strike Without a Warning
- 1987: Best of Me / Tush **
- 1987: You're the One I Want / Save Yourself
- 1988: World of Promises / One Way to Glory
- 1989: Ready for the Takin‘ / Stay Away
- 1989: Party All Over / Hunger
- 1992: Learn to Fly / We're All Right Now
- 2006: I Burn for You

Hinweis: * = Kein Album, ** = Auf Wiederveröffentlichungen veröffentlicht